# 策 (恆星)
策是在北半球的拱極星座，仙后座獨特的W型星群，位於中間的那顆恆星。雖然它的視星等相當明亮，但在1.6至3.0等之間不規則的變化，使它沒有傳統的阿拉伯文或拉丁文的名字。
策是一顆Be星，也是變星和聯星系統。根據依巴谷衛星進行的視差測量，它與地球的距離大約是550光年。

## 物理性質

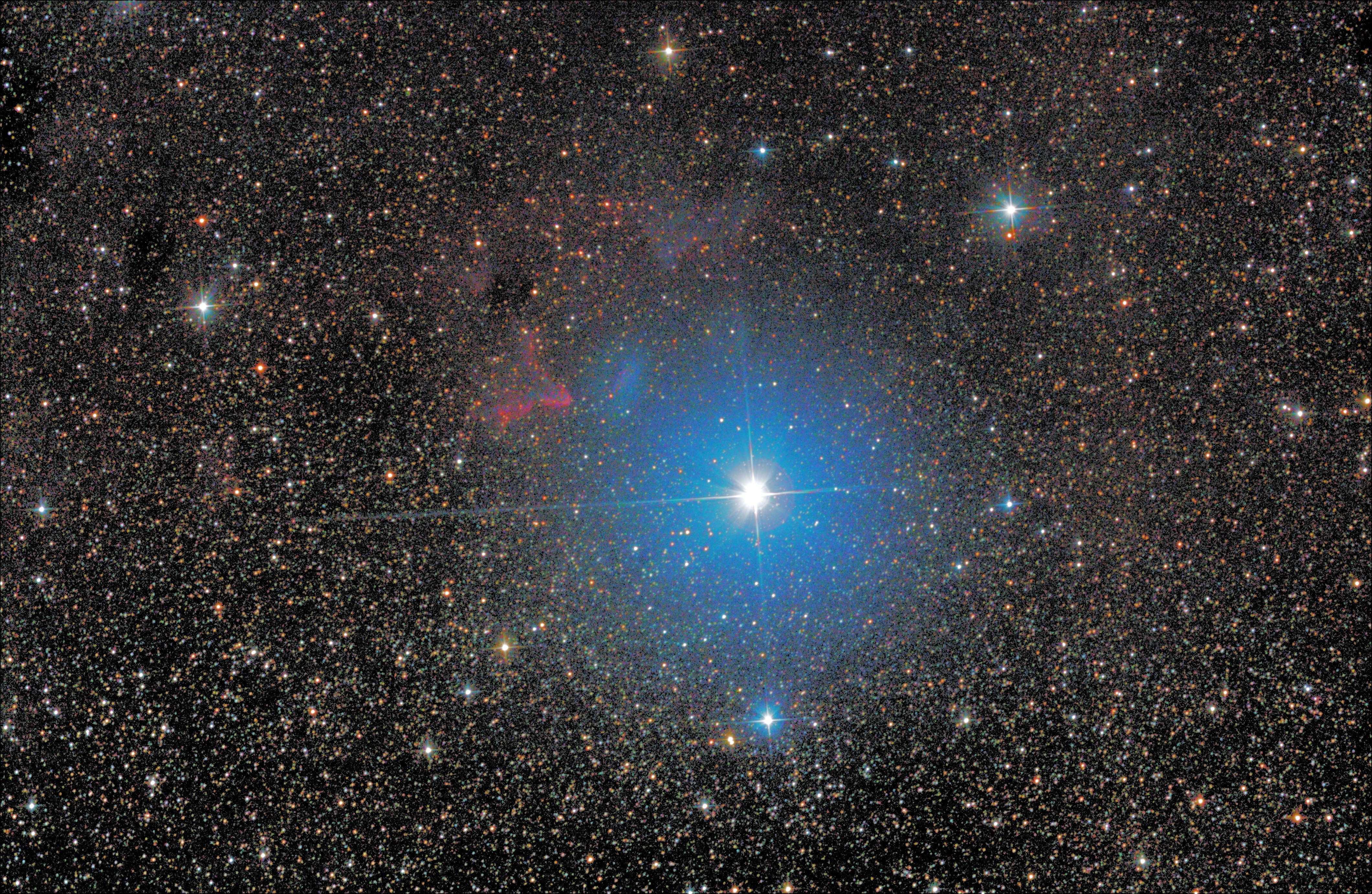
業餘天文學家拍攝的策和星雲IC 63與IC 59（Neil Michael Wyatt）

策是一顆爆發型變星，它的視星等在+1.6和+3.0之間不規則的變化著，是仙后座γ型變星的原型。在1930年代晚期，它經歷了所謂的"外殼插曲"，亮度增加到+2.0等以上，然後迅速下降到+3.4等。策在1937年视星等为+2.2，1940年为+3.4，1949年为+2.9，1965年为+2.7。此後，它又逐漸變亮恢復至大約+2.2等的亮度。在最大強度時，策的亮度會超越王良四（仙后座α）的+2.25等和王良一（仙后座β）的+2.3等。
策是一顆快速旋轉的恆星，投影自轉速度為每秒472公里，使它有明顯的赤道隆起。當與恆星的高量相結合時，其結果是物質的拋射，形成一個熱的環狀氣體拱星盤。輻射和亮度的變化顯然是由這種"decretion disk"引起的。
這一顆大質量恆星的光譜分類與B0.5IVe相符。IV的亮度分類確定其已經演化到成為次巨星的階段。在這個階段，它正在耗盡核心區域供應的氫，並轉化成為巨星；尾碼的'e'用於顯示光譜中有氫發射線的恆星，在這種情況下，是由拱星盤引起的。在類別上，這顆恆星是Be星。事實上，策是第一顆被歸類為這一類的恆星。它的質量是太陽的17倍，輻射的能量高達太陽的34,000倍。在這樣的輻射速率下，恆星經歷短暫的800萬年後，就已經結束B型主序星的壽命。外層大氣有著高達25,000K的有效溫度，這導致它呈現藍白色的色調。

### X射線發射
策是X射線比其它B或Be恆星發出的輻射強10倍左右的一小群恆星的原型。X射線光譜的特點是Be熱，可能是從溫度至少高達一千萬K的電漿發出的，並顯示出非常短和長期的週期。從歷史上看，這種X射線可能是來自恆星、拱星盤、熱風，或吸積進像是中子星或白矮星等簡併伴星表面的物質。然而，所有的這些假設都有困難之處。例如，還不清楚是否有第二顆恆星在軌道週期所暗示的距離內，提供足夠的物質可以被白矮星吸積，而足以提供近每秒1033爾格或100 佑瓦的能量供給X射線發射。中子星可以很容易地提供這種強度的X射線通量提供動力，但人們知道中子星的X射線是非熱輻射，因此與光譜特性有明顯的差異。
有證據顯示，X射線可能與Be星本身有關，或由其和周圍的decretion disk之間複雜的交互作用引起。有一條證據表明，已知X射線的產生在短時間和長時間的尺度上都與B星或靠近恆星的拱星盤有關的紫外線的連續變化相關聯此外，X射線的發射顯示出與可見光波長的光曲線的長期循環相關。
策的磁場表現出與強無序磁場一致的特徵。由於恆星旋轉導致的譜線致寬的範圍很大，因此無法從則曼效應直接測量任何磁場。取而代之的是從12.1天的穩健週期信號中推斷出來的，這個信號表明有一根植於恆星旋轉表面的磁場。恆星的紫外線光譜和可見光光譜顯示出在幾個小時內從藍色向紅色移動的波紋，這表明物質雲被強烈的磁場凍結在恆星表面上。此一證據表明，來自恆星的磁場與decretion disk的交互作用導致X射線發射。盤發電機已被作為解釋這種X射線調製的一種機制。然而，這種機制仍然存在著難處，包括在其它的恆星中部存在著盤發電機，從而使這種行為更難以分析

## 伴星
策有兩顆微弱的光學伴星，在雙星目錄中列為B和C。B星的距離大約是2弧秒，視星等11等，與主星有相似的空間速度。C的視星等為13等，距離大約是1弧秒。C是較遠、較暗的光學伴星。
策，明亮的主星，本身是一顆光譜聯星，軌道週期為203.5日，離心率不確定，可能是介於0.26至"接近零"（圓軌道）之間。伴星的質量被認為接近太陽的質量，但其性質上不清楚。有人提出，他是一顆簡併的恆星，或是一顆炙熱的恆星，但似乎不是顆普通的恆星。因此，它可能演化得比主星更快，並且在演化的早期就轉移了質量。

## 名稱
策是中國的名字，意思是駕馭馬車的馬車伕 。與這顆恆星有關的還有王良二（仙后座κ）等，策是傳說中四匹馬拉的王良戰車的一位駕馭著。之後，策被轉換成”鞭” 。
在阿波羅任務期間，策被做為一個易於識別的導航參考點。美國太空人維吉爾·葛利森（Virgil Ivan "Gus" Grissom）以它的中間名Ivan反轉，暱稱策為納維（Navi）。

## 外部連結
- Philippe Stee's homepage: Hot and Active Stars Research（页面存档备份，存于）
- Gamma Cassiopeiae and the Be Stars （页面存档备份，存于）.
- A New Class of X-ray Star? （页面存档备份，存于）
- Gamma Cas and Friends （页面存档备份，存于）,  Astronomy Picture of the Day, 2009 December 24